# Zevenhuizen (Zuidplas)
Zevenhuizen is een dorp in de gemeente Zuidplas, in de Nederlandse provincie Zuid-Holland. Zevenhuizen was tot 1991 een zelfstandige gemeente, toen het samenging met Moerkapelle tot Zevenhuizen-Moerkapelle, die in 2010 weer opging in de huidige gemeente Zuidplas.
Zevenhuizen ligt tussen de rijkswegen A12 en A20 en de rivier de Rotte in de Tweemanspolder, de Zuidplaspolder en de Eendragtspolder. Het dorp wordt omsloten door het dorp Moerkapelle, de (voormalige) gemeenten Waddinxveen, Moordrecht en Nieuwerkerk aan den IJssel, de wijk Nesselande (gem. Rotterdam), de buurtschap Oud Verlaat en de gemeente Lansingerland.
Het dorp heeft een centrum (Dorpsstraat) met diverse winkels en restaurants, een openbare basisschool ('t Reigerbos) en een christelijke basisschool (De Eendragt) in het dorp en een christelijke basisschool (De Nessevliet) in Oud Verlaat. Verder zijn er diverse sport- en recreatiemogelijkheden. Zevenhuizen heeft een dorpshuis (Swanla), een groot partycentrum ('La Baraque', een voormalige bekende discotheek) en vier kerken in het dorp: de Hervormde Dorpskerk uit 1699/1700, de toren is veel ouder (±1525); het kleine kerkje van de Vereniging van Vrijzinnige Protestanten uit 1866 (voorheen een Remonstrantse kerk, de Gereformeerde Kerk uit 1929 en de ABC Gemeente Zuidplas, een evangelische kerkstichting die zich nu nog bevindt in theaterzaal Swanla. In Oud Verlaat staat de hervormde kapel uit 1906. Sinds 2015 is het Leontienhuis in Zevenhuizen gevestigd.
Met Moerkapelle deelde Zevenhuizen een spoorweghalte aan de spoorlijn Gouda - Den Haag. Deze werd in 1870 geopend en in 1938 gesloten voor personenvervoer. De halte, halte Zevenhuizen-Moerkapelle, heeft erna nog wel een periode gediend als stopplaats voor goederentreinen voor onder andere het transport van suikerbieten.
In Zevenhuizen bevinden zich monumenten, waaronder de voormalige smederij van Heij aan de Dorpsstraat, diverse boerderijen en de Hervormde Dorpskerk en het kleine kerkje. Ook de molenviergang en jachthuis The Jolly Duck aan de Rotte zijn monumenten. De eerste zaterdag van september wordt het Oogstfeest gehouden. Hier worden onder meer oude ambachten getoond. De vrijdagavond voor het Oogstfeest wordt op het Dorpsplein de "Night of the Harmony" gehouden. Aan de westkant van Zevenhuizen bevindt zich de Eendragtspolder, waar een roeibaan is aangelegd, de Willem-Alexander Baan. Tegelijkertijd met het graafwerk is de polder heringericht, als natuur-/recreatiegebied.

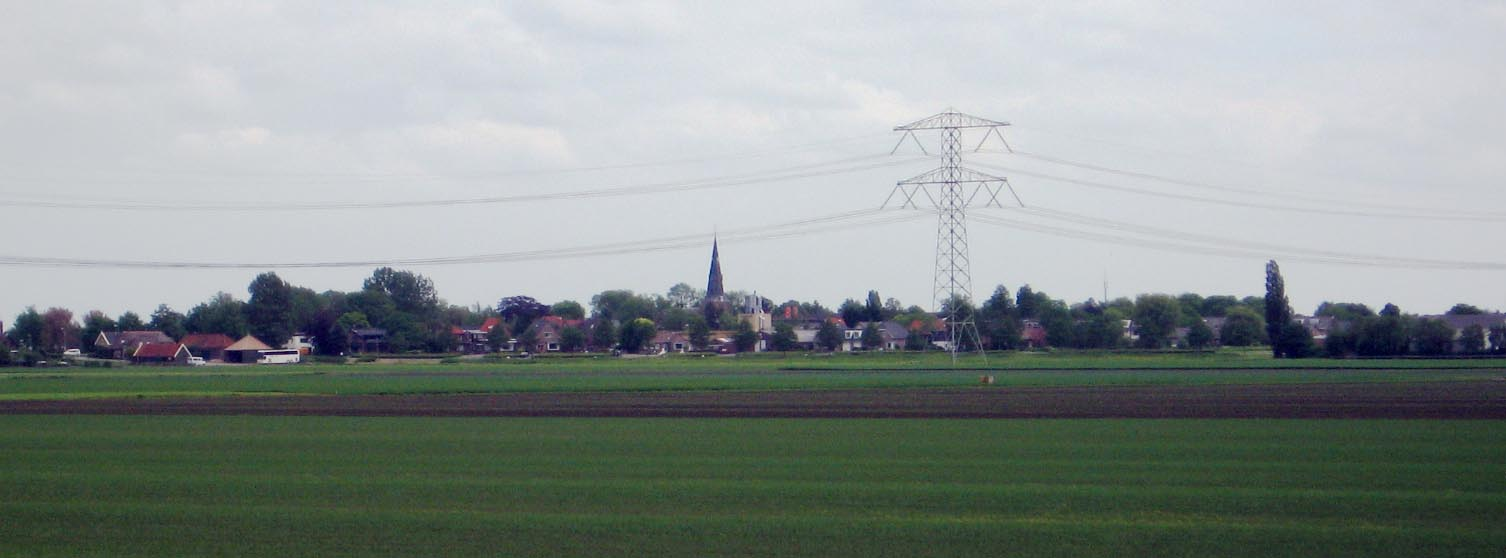
Zevenhuizen gezien vanaf de Molenviergang
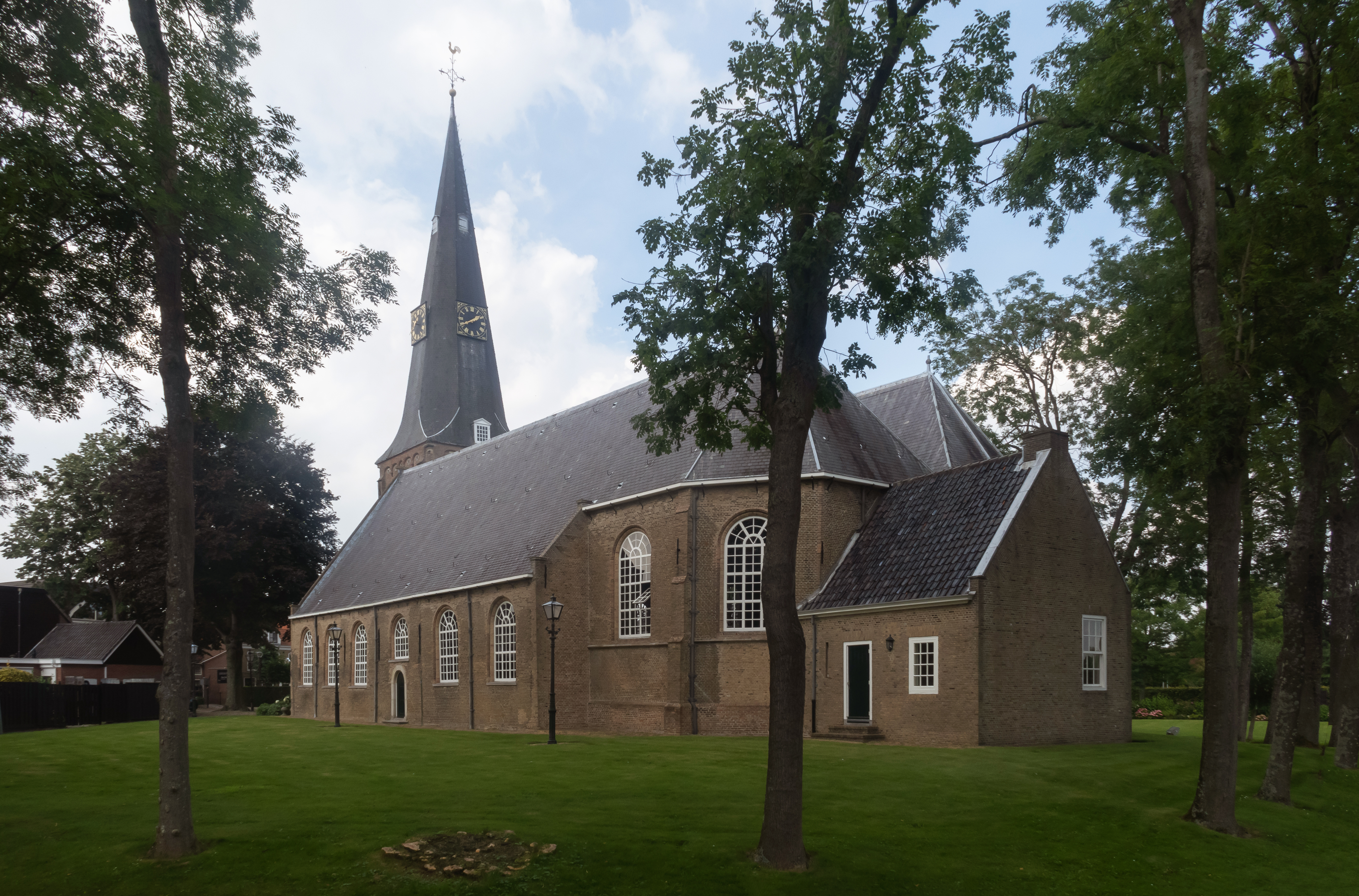
Tweebeukige kerk in Zevenhuizen

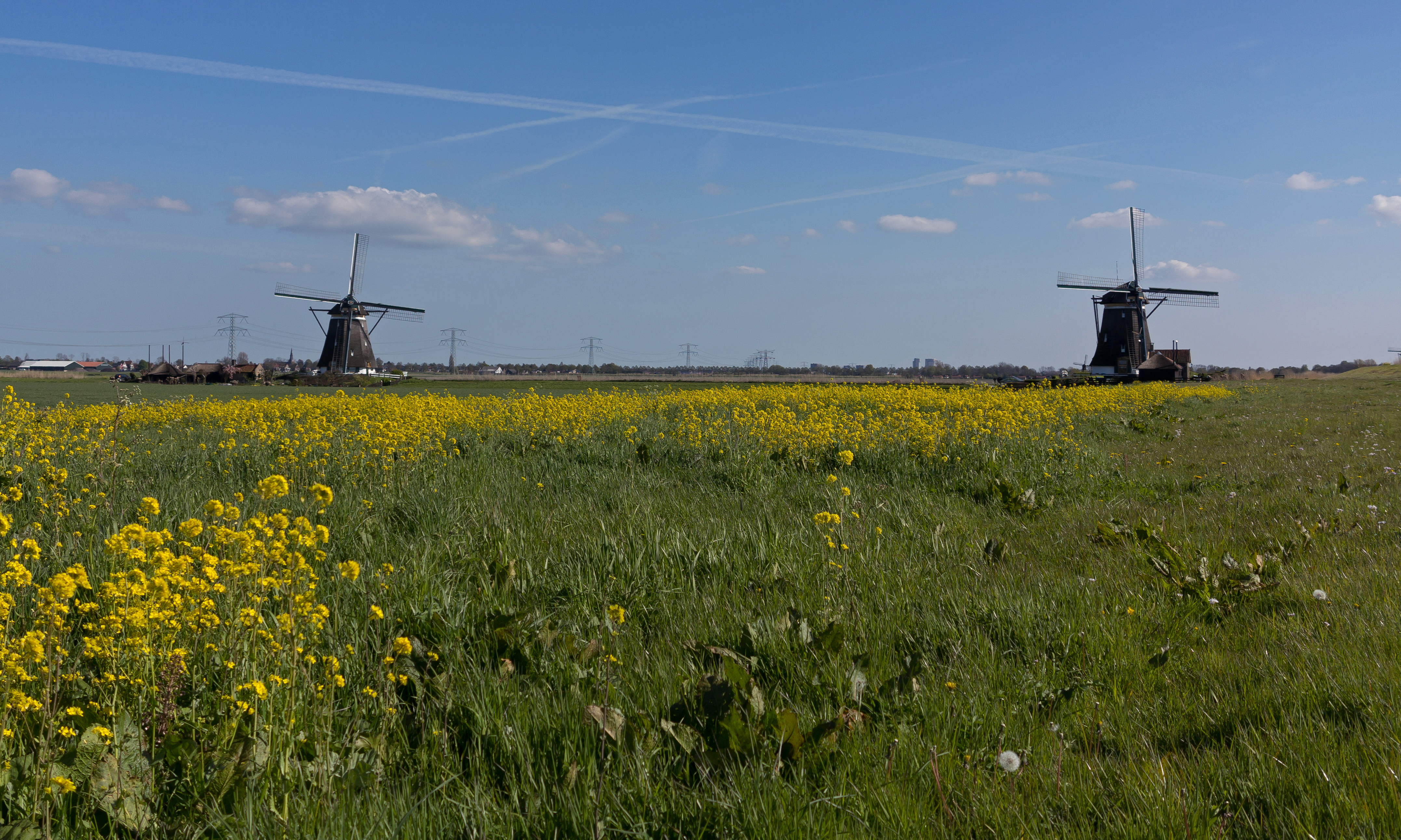
De Tweemanspolder Molen No. 1 en 2
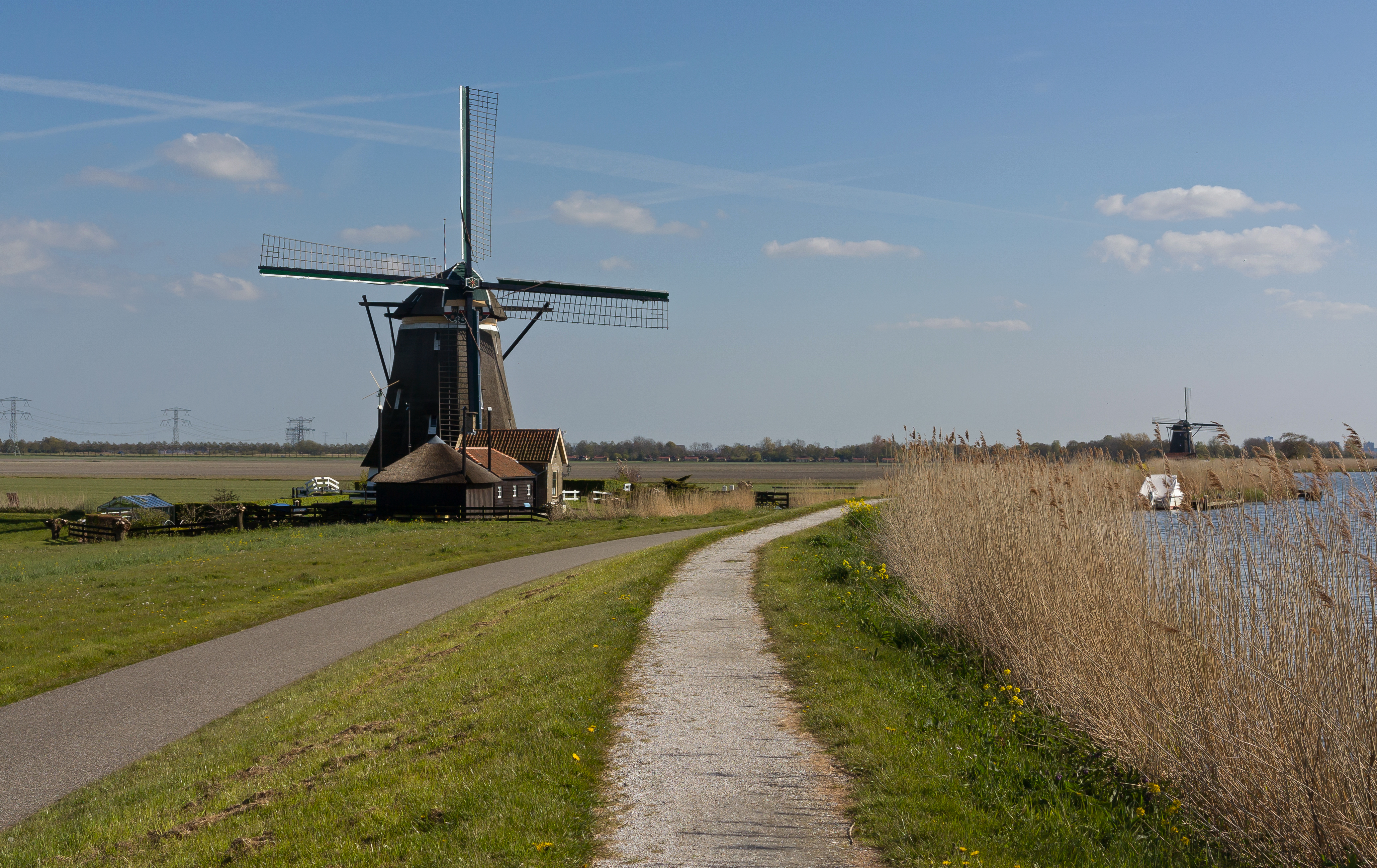
De Tweemanspolder Molen No. 3
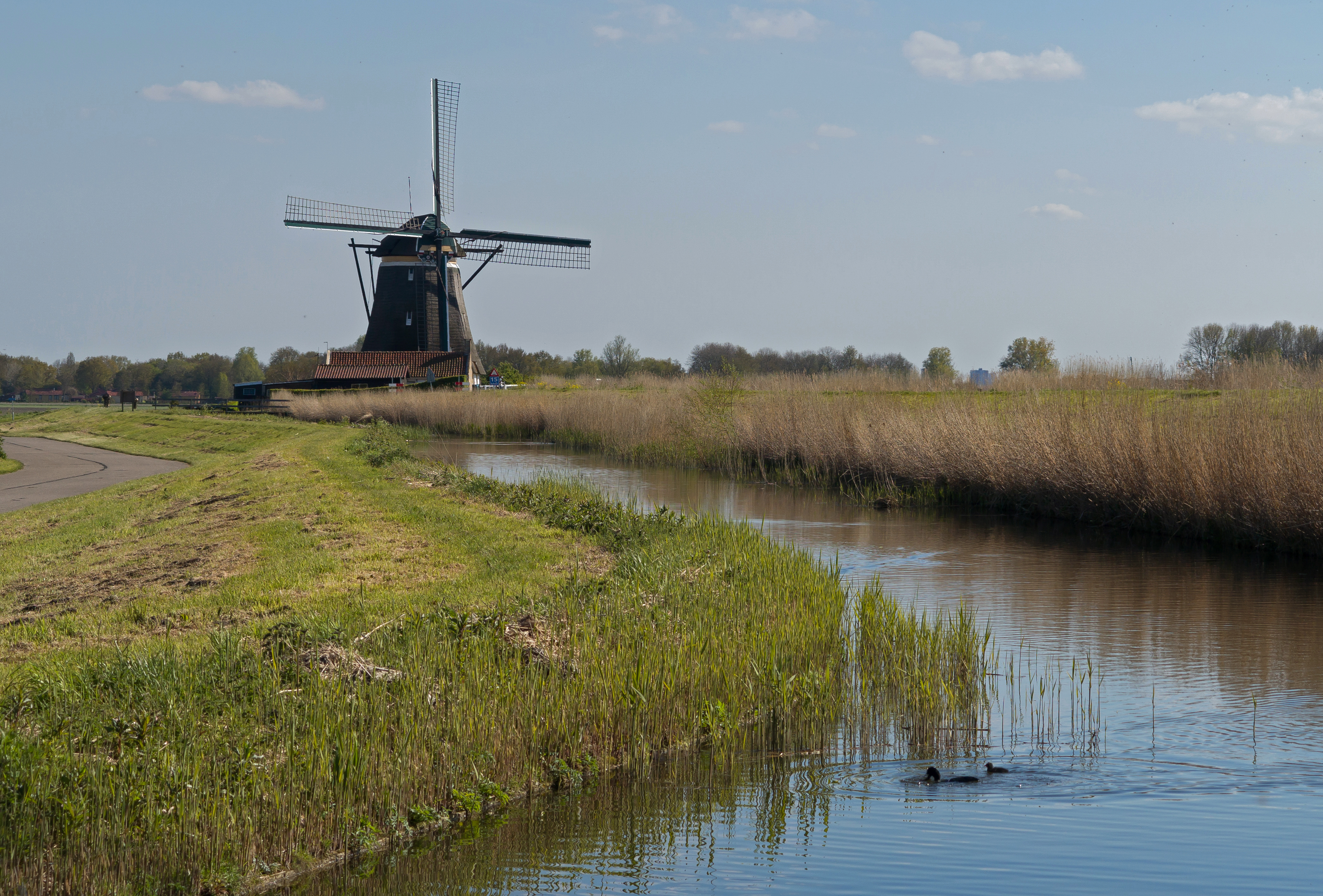
De Tweemanspolder Molen No. 4